# بطولة اتلانتا للتنس
بطولة اتلانتا للتنس هي بطولة تلعب على الأراضي الصلبة , وتندرج تحت قائمة بطولات رابطة محترفي كرة المضرب ال250 نقطة. تقام البطولة في مدينة أتلانتا في الولايات المتحدة.